# Exellodendron barbatum
Exellodendron barbatum är en tvåhjärtbladig växtart som först beskrevs av Adolpho Ducke, och fick sitt nu gällande namn av Ghillean `Iain' Tolmie Prance. Exellodendron barbatum ingår i släktet Exellodendron och familjen Chrysobalanaceae. Inga underarter finns listade i Catalogue of Life.